# Ivana I. Burgundska
Srednjovjekovna gospa Ivana I. Burgundska (Jeanne; 1191. – 1205.) bila je grofica Burgundije u Francuskoj.
Bila je kći grofa Ota I. Burgundskog i gospe Margarete Blojiške.
Naslijedila je oca 1200. Bila je katolkinja.
Naslijedila ju je sestra Beatrica II. Burgundska.